# Mamestra peregrina
Mamestra peregrina är en fjärilsart som beskrevs av Treitschke 1825. Mamestra peregrina ingår i släktet Mamestra och familjen nattflyn. Inga underarter finns listade i Catalogue of Life.